# Station Dieupentale
Station Dieupentale is een spoorwegstation in de Franse gemeente Dieupentale.